# Ramón de Larroca y Pascual
Ramón de Larroca y Pascual (1848 - Madrid, 4 de juny de 1919) fou un polític espanyol que va ser diverses vegades Governador Civil de Barcelona entre finals del segle xix i començaments del segle xx.

## Biografia
En 1880 va promoure la construcció d'una línia de ferrocarril entre Valdetorres de Jarama i Madrid. El 1881 va ser nomenat governador civil de Ciudad Real, i el 21 d'octubre de 1889 fou nomenat Inspector General de Primer Ensenyament i membre del Consell d'Instrucció Pública del Ministeri d'Instrucció Pública. Va ostentar el càrrec de Governador Civil de Barcelona tres cops: del 24 de desembre de 1892 al 9 d'abril de 1895, del 21 d'octubre de 1897 a l'11 de març de 1899, i del 14 de març al 14 d'agost de 1901. Durant el seu mandat va fundar amb el seu amic Eduardo Lozano Ponce de León, catedràtic de física, la Sociedad Española Protectora de la Ciencia (SEPC), amb suport de la Reial Acadèmia de Ciències i Arts de Barcelona.
Però també es distingí per la seva duresa contra el moviment obrer, cosa que provocà un atemptat contra ell en gener de 1894, i sembla que va comptar com a confident amb Enriqueta Martí i Ripollés, coneguda com la vampira del Raval.

### Atemptat contra Ramon de Larroca
El 25 de gener de 1894 un manobre de 37 anys anomenat Ramon Murull li va disparar un tret de revòlver que el va ferir lleument a la galta dreta, i fou detingut quan anava afer un altre tret. Segons la premsa, Murull va atemptar contra ell per considerar-lo un dels responsables de la forta repressió contra els anarquistes arran de la bomba del Liceu el 7 de novembre de 1893. Malgrat la declaració, Murull no era anarquista i la premsa el definia com a busca-raons, jugador i alcohòlic que portava una vida dissoluta. Pel juliol de 1894 fou jutjat i condemnat a 17 anys de presó.